# Pok et Mok
Pok et Mok est une série d'animation française créée en 2011 par Isabelle Lenoble et Érik Zilliox, réalisée par Isabelle Lenoble et coproduite par Gaumont Animation et Vivement lundi !.

## Synopsis
La série narre les aventures de Mok, jeune apprenti citoyen, et de son animal de compagnie Pok, un gibbon à poil ras.

## Fiche technique
- Titre original : Pok et Mok
- Création : Isabelle Lenoble et Érik Zilliox

- Réalisation : Isabelle Lenoble

- Sociétés de production :  Gaumont Animation, Vivement lundi ! et Feitong Cartoon Graphics Services
- Pays de production :  France
- Langue originale : français

- Format : couleur
- Genre : série d'animation
- Nombre d'épisodes : 78 (1 saison)
- Durée : 7 minutes

- Date de première diffusion :
  - France : 2011

## Distribution
- Sauvane Delanoë : Mok
- Cyrille Artaux
- Manon Azem
- Christelle Reboul
- Évelyne Grandjean
- Vincent Ropion
- Vincent Violette

## Personnages
- Mok: Mok est un écolier de 8 ans qui a beaucoup de projets pour l'avenir, comme devenir « président du monde » ou « gangster pompier ». Il est le fils unique d'Ernest et de Pénélope, mais il n'est jamais seul, car il a Pok.
- Pok: Pok est l'animal de compagnie et l'ami de Pok. C'est un gibbon à poil ras. Il a de longs bras traînant derrière lui alors qu'il se promène en prononçant des onomatopées et des sons mystérieux. Il est toujours aux côtés de Mok.
- Camille: Camille est une petite fille âgée de 9 ans, amie de Mok et Pok. Elle vit près de la maison des grands-parents de Mok. Dans un épisode, elle tente d'embrasser Mok.
- Ernest (Papa): Ernest est le père de Mok. Il est fonctionnaire du Ministère de la Paperasserie. En apparence toujours détendu (il aime rire et plaisanter), il est secrètement rongé par l'anxiété et le travail qu'il ramène à la maison. Ernest ne supporte pas le désordre et la saleté, tout doit toujours être propre et rangé.
- Pénélope (Maman): Pénélope est la mère de Mok. Elle est insouciante et optimiste par nature. Elle passe beaucoup de temps à rêvasser pendant que son mari s'occupe du quotidien.
- Grand-père: Grand-père est le grand-père maternel de Mok. Il a 60 ans et travaille toujours sur sa ferme avec sa femme. Il élève des animaux et cultive des fruits et légumes avec beaucoup de pesticides ; il pratique l'agriculture intensive. Il se plaint beaucoup et se rebelle contre tout.
- Grand-mère: La mère de Pénélope a 60 ans, comme son mari. Elle est toujours heureuse de recevoir du monde dans sa maison, surtout sa fille et sa famille. Même si elle a des animaux à la ferme, aucun d'entre eux n'est un véritable animal de compagnie, donc elle est très heureuse d'avoir Pok à la maison ; elle le considère comme son propre « chaton ». Elle est très dévouée et amicale, mais dit ce qu'elle pense à haute voix, sans réfléchir beaucoup aux conséquences.

## Épisodes

### Saison 1
- Éclairer
- Glissades
- Plastic Beach
- Oui ou non salle de bain
- Comme un poisson dans l'eau
- Bonbons
- Confiture et jardin
- Barrage a la pollution
- Odeur, ô rage

### Saison 2
- Le Vampire suceur de sang
- Voyage vers Mars
- Compost ou de fumier
- Peinture contre la peinture
- Recycler les vêtements
- Cookies
- Object Exchange
- Soleil
- Coup de chaleur
- Auto écologique
- Le Camp de la terreur
- Sorcière poissarde